# アントニオ・ミカエリトゥー
アントニオ・ミカエリトゥー（Antonio Mikaele-Tu'u、1997年11月6日 - ）は、ジャパンラグビーリーグワンヤクルトレビンズ戸田に所属するラグビーユニオン選手。なおレビンズでの登録名は『アントニオ・ミカエリトゥ』。

## プロフィール
- ニュージーランド・ウェリントン出身。
- ポジションはウィング(WTB)、センター(CTB)。
- 身長 185 cm、体重 101 kg
- ニックネームはアントゥー。
- 双子の兄弟マリノ、妹のリアナもラグビー選手[1]。

## 略歴
ワイカト大学卒業 後、ワイカト、ノースハーバーを経て、2022年、クリタウォーターガッシュ昭島に加入。同年12月24日に行われたJAPAN RUGBY LEAGUE ONE第2節九州電力キューデンヴォルテクス戦にて先発出場で日本での公式戦初出場を果たした。
2024年10月、ヤクルトレビンズ戸田に加入。